# Monte Curry
El monte Curry (en inglés: Mount Asphyxia) es un prominente estratovolcán basáltico que llega a los 551 m s. n. m., formando la cumbre de la isla Zavodovski la más boreal de las Sandwich del Sur. Domina el lado occidental de la isla. Imágenes satelitales de la NASA descubrieron una erupción en mayo de 2012. También se documentaron otras entre 1819 y 1908.

## Toponimia
El nombre en castellano rinde homenaje a un marinero argentino que perdió la vida en un combate naval en Colonia del Sacramento, Uruguay en 1826.
El topónimo en inglés hace referencia a los gases asfixiantes experimentados en la isla; vapores volcánicos que arrojan desde la montaña y a este se añade el hedor del excremento de pingüino, y los humos de hecho pueden sofocar a un visitante de la isla. Las mismas cualidades dan nombres a un número de otras características de la isla.

## Características

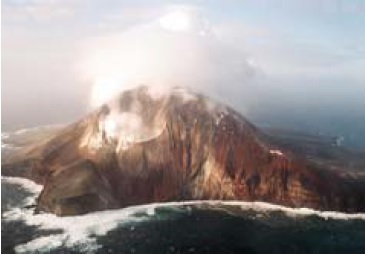
Vista del monte Curry

Se cree que el monte Curry es un volcán activo, con reportes de emanación de lava en 1819, 1823, 1830, 1908 y numerosas indicaciones de actividad posterior. Sus emanaciones se perciben desde unos 2 km. El cráter emite humo cálido e hidrógeno sulfurado que ocultan su cima.

## Historia
En 1908, el capitán noruego Carl Anton Larsen, luego de establecer la Compañía Argentina de Pesca en Grytviken, islas Georgias del Sur, recorrió las Islas Sandwich del Sur para buscar la expansión de la actividad ballenera en algún fondeadero del archipiélago. Descendió en la isla Zavodovski, pero se intoxicó con las emanaciones sulfurosas y debió marcharse rápidamente. También estuvo en otras seis islas y regresó a la isla San Pedro en malas condiciones de salud.
La isla nunca fue habitada ni ocupada, y como el resto de las Sandwich del Sur es reclamada por el Reino Unido que la hace parte del territorio británico de ultramar de las Islas Georgias del Sur y Sandwich del Sur, y por la República Argentina, que la hace parte del departamento Islas del Atlántico Sur dentro de la provincia de Tierra del Fuego, Antártida e Islas del Atlántico Sur.